# Valentibulla mundulata
Valentibulla mundulata är en tvåvingeart som beskrevs av Foote 1979. Valentibulla mundulata ingår i släktet Valentibulla och familjen borrflugor. Inga underarter finns listade i Catalogue of Life.